# Primož Peterka
Primož Peterka (* 28. února 1979 Priknica, Slovinsko) je bývalý slovinský skokan na lyžích. Světového poháru v této disciplíně se účastnil od roku 1996 a zakončil ji na devátém místě. V tomtéž roce skončil druhém na mistrovství světa juniorů. Během následující sezóny (1996/1997) zvítězil v sedmi závodech a vyhrál též Turné čtyř můstků. To mu zajistilo vítězství v celkovém pořadí Světového poháru i ve Světovém poháru v letech na lyžích. Podařilo se mu na lyžích skočit dále, než 200 metrů, čímž se stal prvním Slovincem, který to dokázal. V následující sezóně obhájil svůj triumf ve Světovém poháru a na zimních olympijských hrách 1998, které se konaly v japonském Naganu, obsadil v závodech páté a šesté místo.
Po třech úspěšných sezónách ovšem Peterkova sportovní forma poklesla. Podle spekulací za tím mohly být skokanovy osobní problémy. Zvrat přineslo až narození jeho syna v roce 2001. Následující rok na olympijských hrách v americkém Salt Lake City vybojoval s národním týmem bronzovou medaili v družstvech a Světový pohár dokončil na sedmém místě. Ovšem následující sezóny již tak vydařené nebyly. Přesto uspěl na mistrovství světa v Oberstdorfu, kde vyskákal bronzovou medaili v družstvech.
Za svou kariéru, kterou ukončil roku 2011 zvítězil celkem v patnácti závodech Světového poháru, čímž se stal druhým nejúspěšnějším slovinským skokanem na lyžích. Po konci aktivní sportovní kariéry získal ve své disciplíně post trenéra juniorského týmu Slovinska. Filmaři o Peterkovi natočili dva dokumenty.